# 查尔达什

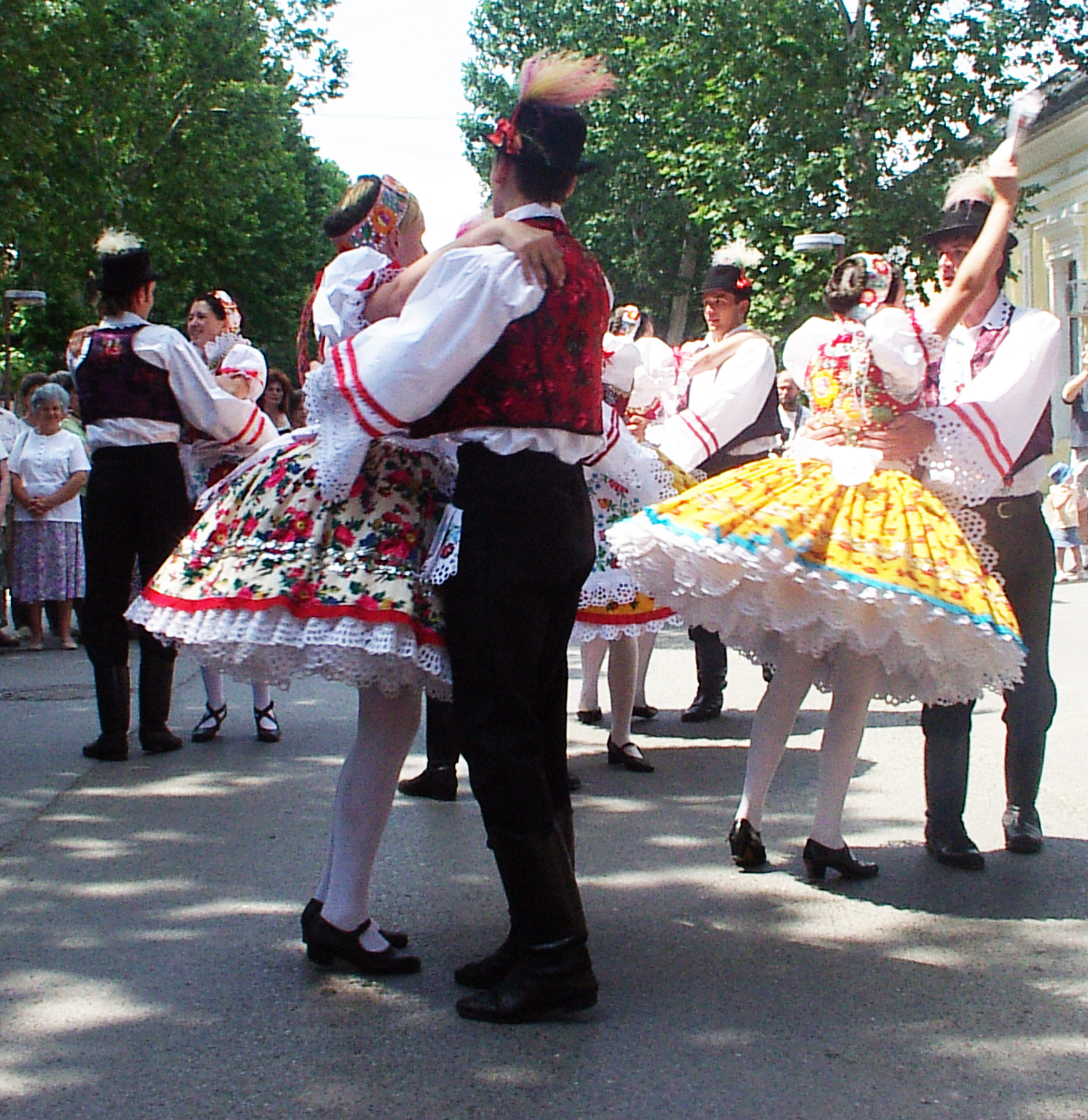
穿传统服装的夏德西舞表演

查尔达什（匈牙利語：Csárdás、Czárdás，發音為 char'dash，源自 csárda，意為客棧），又稱查爾達什、查達斯、恰爾達什、夏德西、恰達士，是匈牙利民俗舞蹈。起源於馬札爾人及吉普賽人。
查尔达什源自18世紀時的verbunkos，起初為匈牙利陸軍徵兵者所使用的舞蹈音樂。它的特色是節奏的變化：慢與快。以慢節奏（lassú）開始，結束於快節奏（friss）。另外有其他種類的節奏變化，稱為ritka csárdás、sürü csárdás、szökös csárdás。音樂節拍有2/4拍或4/4拍。
舞者包含男與女。女舞者著傳統寬裙，通常是紅色的裙子。當女舞者旋轉時，寬裙會形成別具特色的形狀。
古典音樂作曲家常會將夏德西風格融入他們的作品，這些作家有李斯特、布拉姆斯、約翰·史特勞斯、柴可夫斯基等。